# Ceratina bipes
Ceratina bipes là một loài Hymenoptera trong họ Apidae. Loài này được Cockerell mô tả khoa học năm 1920.